# Stanley Jordan
Stanley Jordan es un virtuoso guitarrista de jazz nacido en Chicago, (EE. UU.) el 31 de julio de 1959.

## Biografía
Stanley Jordan saltó a la fama a principios de los 80 del siglo XX por una técnica novedosa de tocar la guitarra que consiste en presionar las cuerdas con las dos manos, en lugar de la tradicional de rasgar con los dedos de una mano y presionar las cuerdas contra el mástil con los dedos de la otra. Basándose en esta técnica consigue reproducir el sonido de dos y hasta tres guitarras o de acompañar el sonido principal con líneas de bajo. Esta técnica es conocida como tapping. Con ella Stanley consigue armonías complejas y sonidos limpios similares a los del piano. Pese a no ser el primer guitarrista en utilizar esta técnica, si es el primero que la lleva a extremos de uso exclusivo en su producción musical.
Graduado en Princeton en 1981 en música y armonía, se inició en la música desde pequeño a través del piano, lo que posteriormente le ayudó a iniciarse en la guitarra eléctrica en la técnica del tapping. Tras su graduación comenzó a tocar en las calles de Nueva York hasta que fue fichado por Blue Note Records lanzando su primer disco "Magic Touch", que obtuvo dos nominaciones a los Grammy y permaneció en las listas de discos más vendidos de jazz en EE. UU. durante casi un año.
Pese a este enorme éxito, y a aparecer en algunas películas como Cita a ciegas o en programas de televisión de gran repercusión, la producción musical de Stanley Jordan no ha sido tan espectacular como se pudo esperar después de su exitoso debut, ya que ha dedicado gran parte de su tiempo a experimentar en el campo de la músico-terapia.
Sus detractores argumentan que Stanley abusa de esta técnica, lo cual le resta posibilidades al tiempo que complica la actuación con otros instrumentos.
Una de las características particulares es la afinación que usa en la guitarra, que es, de grave a agudo, EADGCF (Mi, La, Re, Sol, Do Fa) lo cual lleva la a afinación en cuartas al estilo del Chapman Stick, e inversa a la de algunos instrumentos de cuerda frotada (como el violín o el violonchelo). Nótese que las cuerdas más agudas tienen este intervalo en lugar de la alteración a tercera mayor en la segunda cuerda, que lleva a B y E en la afinación tradicional.
Jordan reside actualmente en Sedona, Arizona donde tiene su empresa Sedona Books and Music. También es alumno de la Universidad Estatal de Arizona donde cursa estudios de terapia musical.

## Discografía

### Álbumes oficiales
- Touch Sensitive (1982)
- Magic Touch (1985)
- Standards, Vol. 1 (1986)
- Flying Home (1988)
- Cornucopia (1990)
- Stolen Moments (1991)
- Bolero (1994)
- The Best of Stanley Jordan (1995)
- Stanley Jordan Live in New York (1998)
- Relaxing Music for Difficult Situations, I (2003)
- Ragas (2004)
- Dreams Of Peace (2004), con la banda italiana de jazz Novecento
- State of Nature (2008)
- Friends (2011)